# Hotăroaia
Hotăroaia – wieś w Rumunii, w okręgu Vâlcea, w gminie Roșiile. W 2011 roku liczyła 328 mieszkańców.